# Mesoleptus cupidus
Mesoleptus cupidus là một loài tò vò trong họ Ichneumonidae.